# Postbil

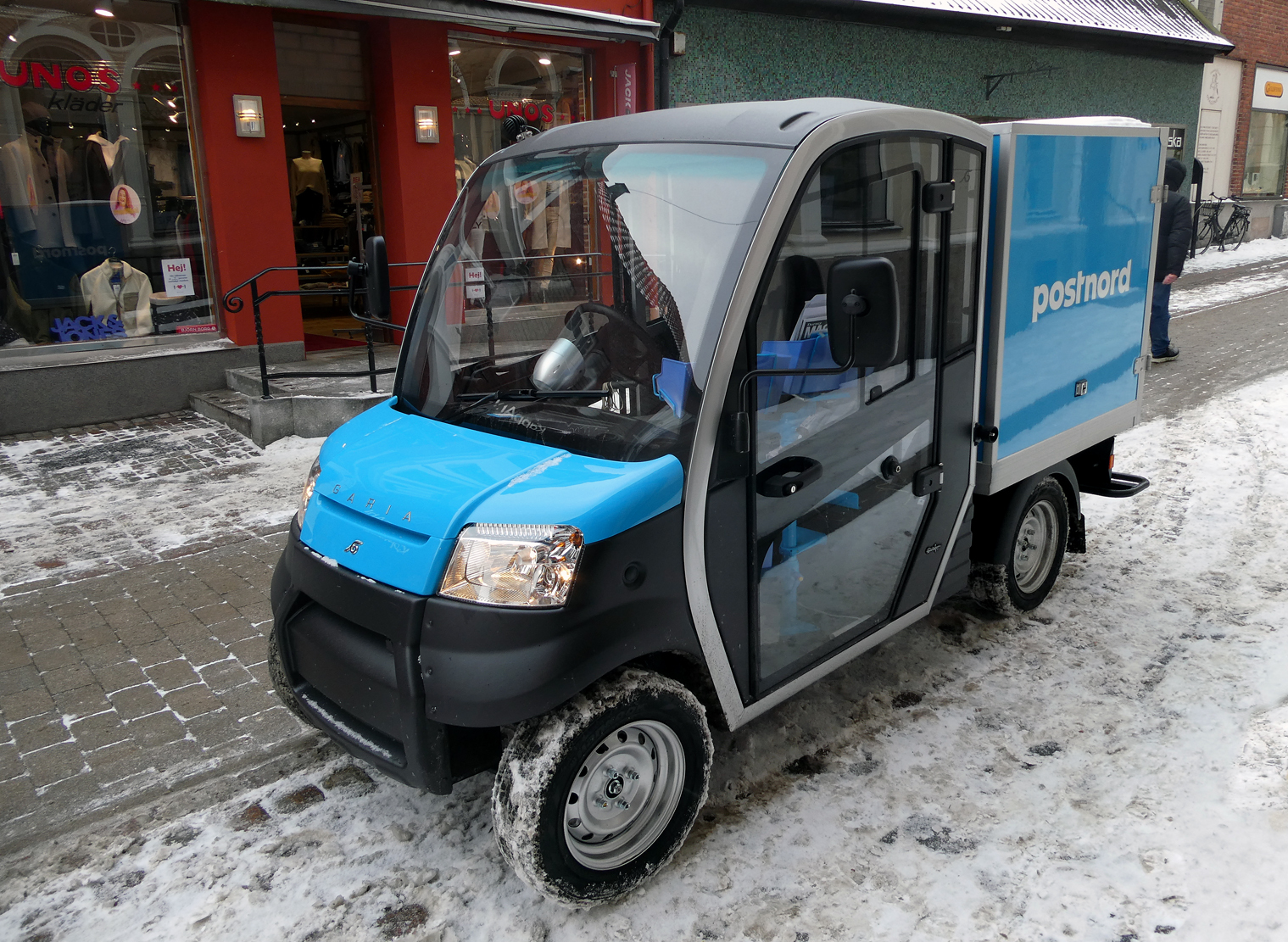
En ny postbil från Postnord i centrala Ystad 2021.

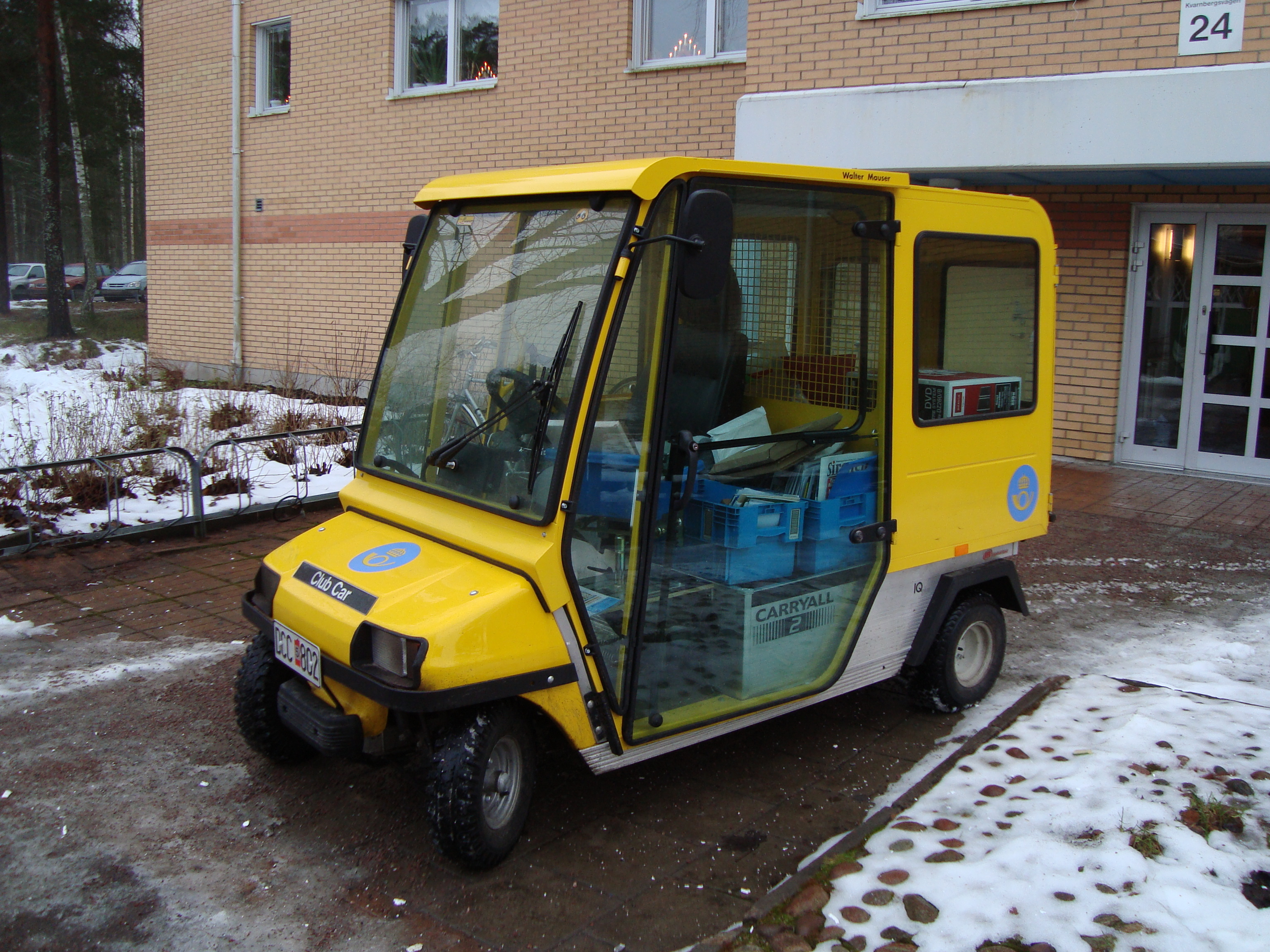
En eldriven Club Car Carryall för Posten.

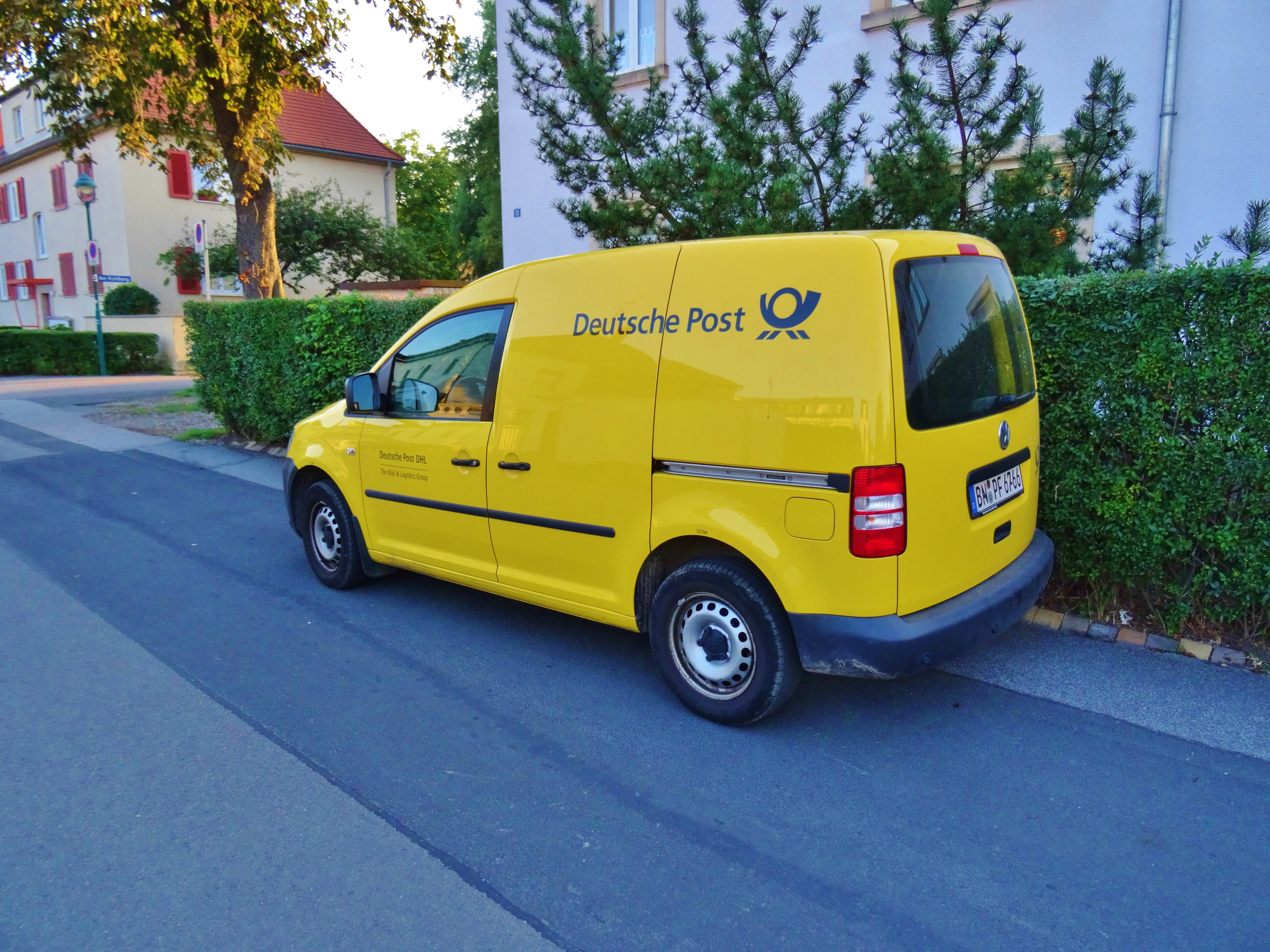
Tysk postbil i Pirna.

En postbil är en personbil anpassad för postutdelning.
Det mest utmärkande för den svenska postbilen är att den har förarplatsen mot vägkanten; på höger sida i högertrafik. Syftet är att brevbäraren ska kunna lämna posten i postlådan sittande på förarplatsen.
Det är framför allt små bilar som använts som postbilar, såsom Tjorven, Renault och Fiat samt mopedbilar.
Tyska posten hade en speciellt framtagen bil som lanserades 1964, den s.k. Volkswagen Fridolin.